# Khỏa thân nơi công cộng

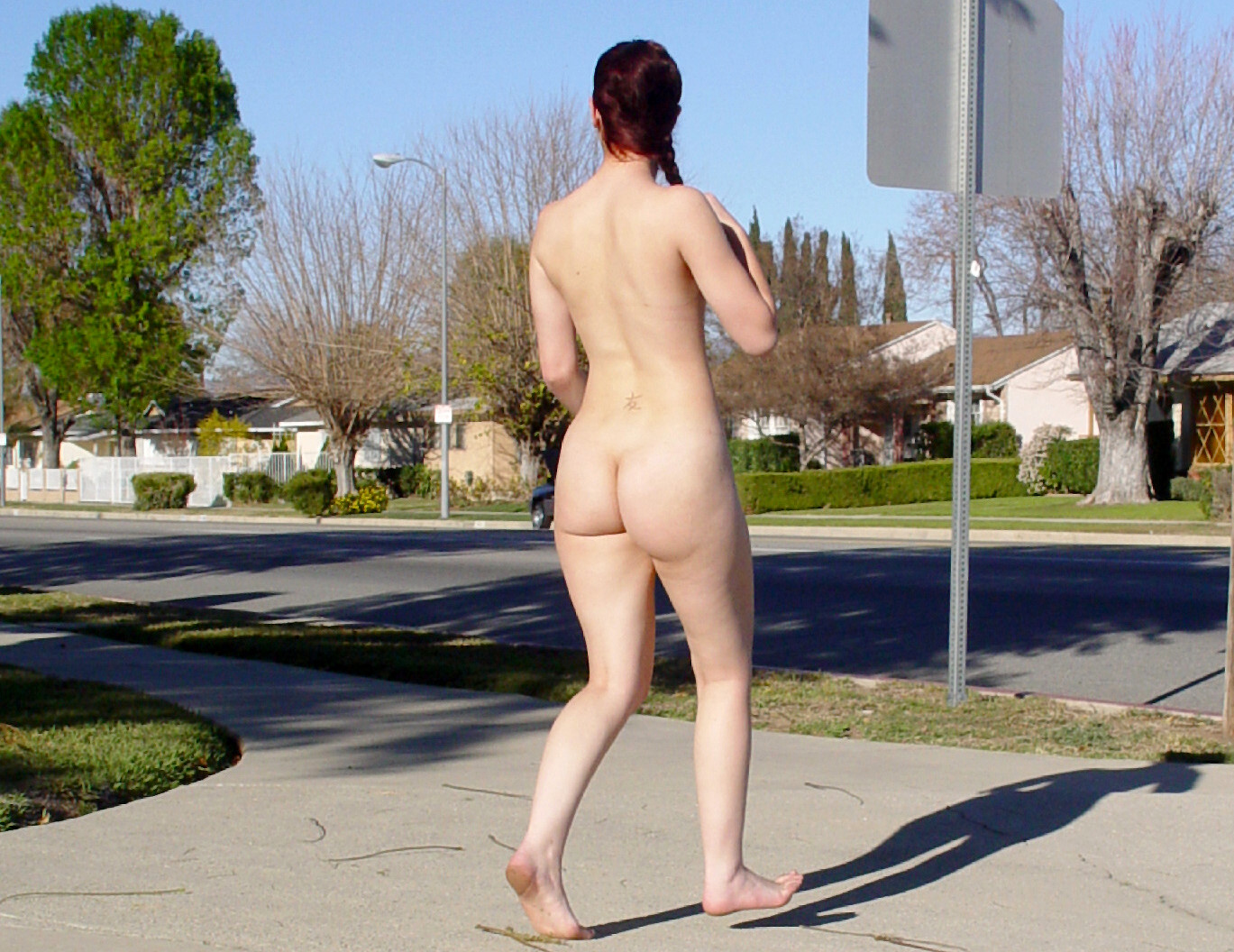
Một phụ nữ khỏa thân ra nơi công cộng

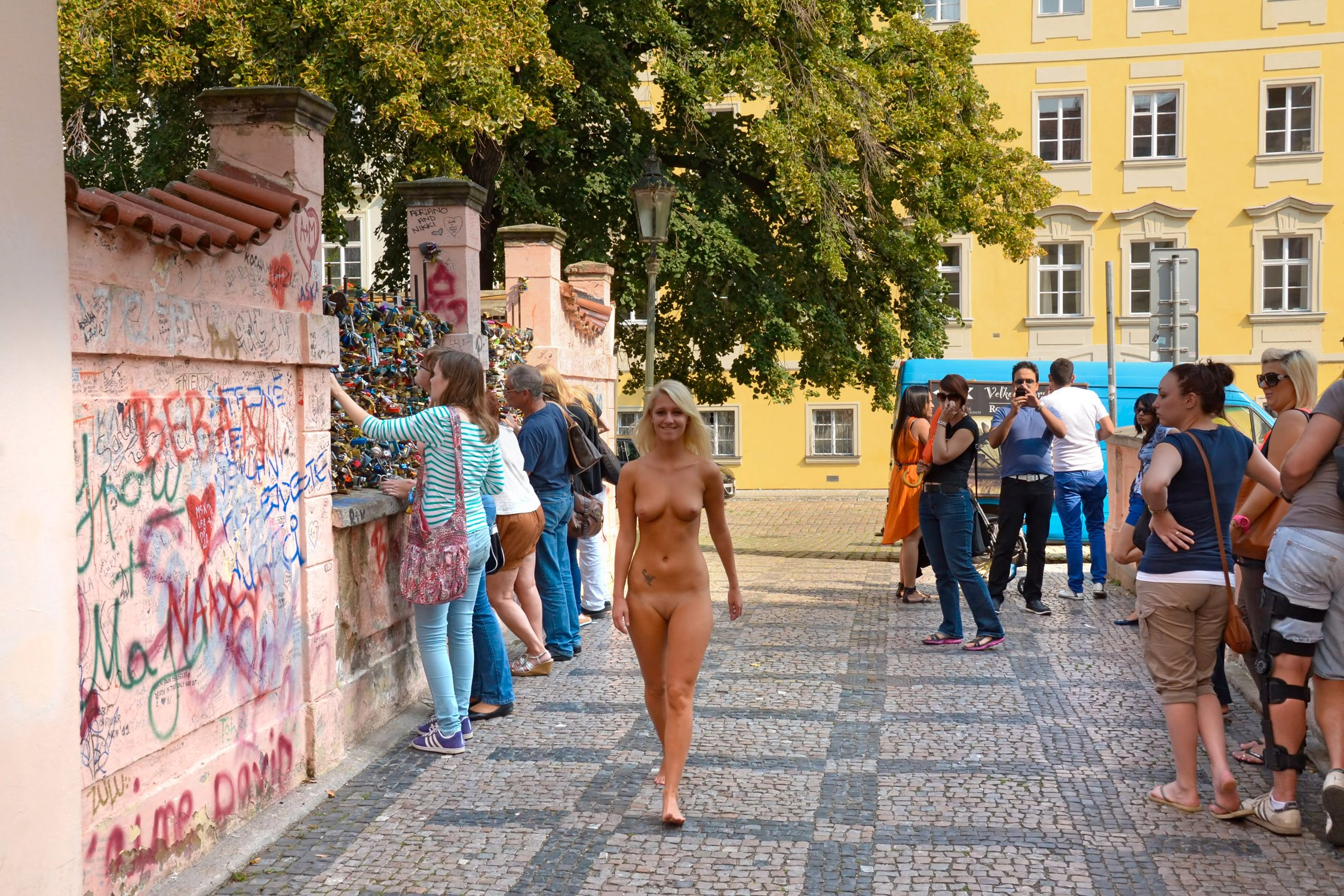
Terry Naha, người mẫu khỏa thân, đi bộ qua một cây cầu ở Prague.

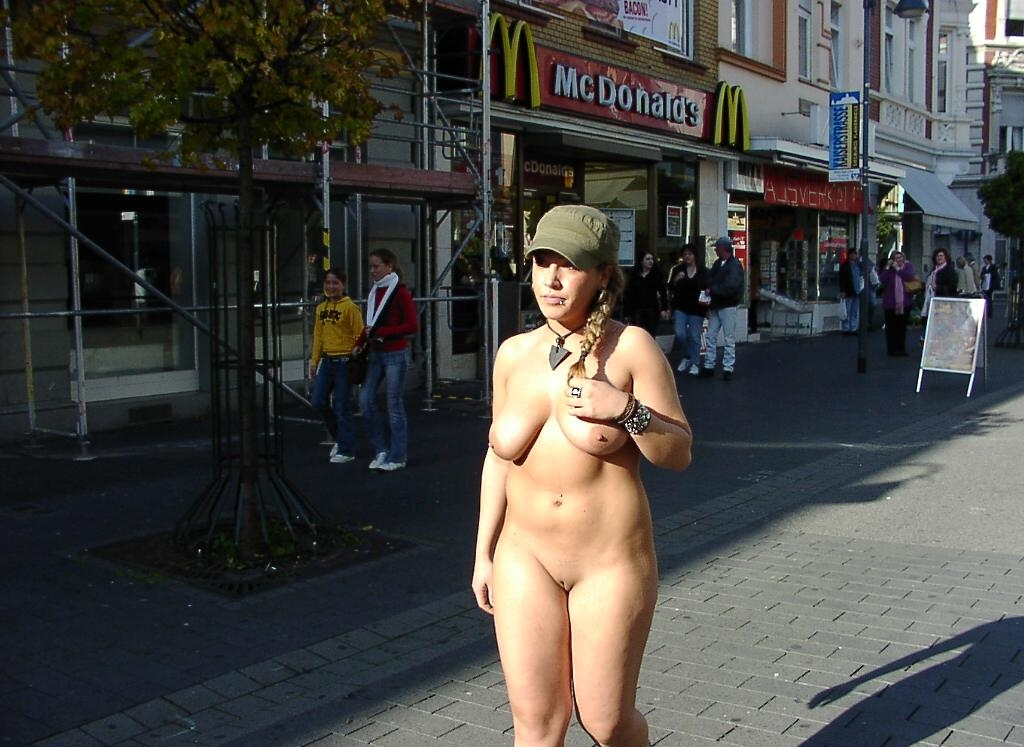
khỏa thân công cộng được dung nạp (tolerated) ở một số nước châu Âu: người nữ ở Siegburg Đức, 2005, việc khỏa thân nơi công cộng là chuyện bình thường ở Đức theo văn hóa Freikörperkultur

Khỏa thân nơi công cộng (Public nudity) đề cập đến hình ảnh con người khỏa thân không phải trong một bối cảnh hoàn toàn riêng tư, mà xuất hiện một cách phơi bày lõa lồ ở nơi công cộng hoặc có thể được nhìn thấy thân thể trần truồng như nhộng của họ từ một nơi công cộng. Khỏa thân trong sự riêng tư của nhà hoặc căn cứ của một người không được xem là khỏa thân công cộng, cũng không phải là khỏa thân tại các cơ sở tư nhân, nơi hình ảnh khỏa thân thường diễn ra, chẳng hạn như gymnasia, phòng thay đồ, phòng tắm hơi, câu lạc bộ hoặc khu nghỉ dưỡng khỏa thân cụ thể. Chủ nghĩa khỏa thân là một phong trào phát huy ảnh khỏa thân trong tự nhiên, hầu hết nhưng không phải tất cả trong số đó diễn ra trên sở hữu tư nhân.

## Địa điểm hợp lệ

Những phụ nữ khỏa thân trong một viện bảo tàng

Trong khi nó thường được chấp nhận ở các nước phương Tây cho rằng một cơ thể người khỏa thân không phải là bản thân nó không đứng đắn, các trường hợp phơi bày nó, và bất kỳ hành vi phạm tội gây ra cho người khác, có thể được coi là xúc phạm hoặc gây mất trật tự. Nguyên tắc đó được phản ánh trong miêu tả hình dáng con người trong nghệ thuật qua các hình thức khác nhau. Đây là vị trí, ví dụ, ở Đức và Tây Ban Nha, mặc dù luật pháp địa phương trong nước sau này có thể quy định rằng ảnh khỏa thân công cộng hoặc là hạn chế hoặc không được phép. 
Tại Barcelona thì ảnh khỏa thân công cộng thường được coi như là một quyền công nhận, mặc dù đã có truy tố thành công cho ảnh khỏa thân công cộng thậm chí ở đó và một pháp lệnh địa phương do Hội đồng địa phương tháng 5 năm 2011 cho phép các cơ quan chức năng phạt tiền đối với ảnh khỏa thân và để ngực trần (bare chested). Ở Hà Lan, ảnh khỏa thân công cộng được cho phép trên các địa điểm (sites) đã được chỉ định bởi chính quyền địa phương và các nơi khác phù hợp mà có nghĩa một cách hiệu quả là bất kỳ khiếu nại sẽ khiến một người bị bắt như một đơn khiếu nại là dấu hiệu cho thấy địa điểm không "phù hợp".